# George Ernest Dodge
George Ernest Dodge (* 26. August 1863 in Winchington, Massachusetts; † 21. August 1898 in Mitterndorf, Dachau) war ein US-amerikanischer Grafiker, Maler, Radierer und Zeichner.

## Leben
Dodge war zunächst ein Schüler von Emil Otto Grundmann am Bostoner Museum of Fine Arts. 1890 kam er nach München und schrieb sich am 12. Januar 1895 an der Akademie der bildenden Künste bei Paul Hoecker und Ludwig von Löfftz für in der Naturklasse ein. Er verließ 1897 die Akademie und reiste gemeinsam mit seinem Mitstudenten, dem Landschaftsmaler Louis Mayer (* 1869), nach Paris, kehrte aber schon bald wieder zurück und zog er nach Dachau, wo er sich der dortigen Künstlergruppe anschloss und lebte später in Mitterndorf. Er lebte eher zurückgezogen malte zumeist einfache landschaftliche Motive aus der Umgebung von Dachau, fertigte aber auch figürliche Bilder und versuchte sich an Porträtzeichnungen. Für die ersten Jahrgänge der Münchner Zeitschrift Jugend schuf er stilisierte Blumen und Verzierungen für dir Randleisten. Zeichnungen führte er oftmals mit weichem Bleistift oder Kreide aus, die Radierungen waren eher einfach in Strichtechnick gehalten, teilweise geätzt oder mit der Kaltnadel nachgearbeitet. Insgesamt war er ein Künstler, der, sowohl zu Lebzeiten, als auch nach seinem Tod, mit seinen Werken wenig Beachtung fand, daher befinden sich auch nur wenige Werke in Ausstellungen. Einige kamen in die Gemäldegalerie Dachau.
Er wurde am 23. August 1898 beigesetzt und hinterließ eine Frau und ein Kind. Anfang November 1898 wurde sein Nachlass im Kunstverein ausgestellt.

## Werke / Ausstellungen (Auswahl)
- 1890 Poträtstudie und 1891 Porträt bei der 41. und 43. Boston Art Club fine arts exhibition
- 1897 war das Ölgemälde mit dem Titel Mädchenkopf von ihm in der Internationalen Kunstausstellung im königlichen Glaspalast in München zu sehen.[3]
- 1898 zeigte er ein Aquarell Mädchenkopf in der Internationalen Kunstausstellung des Vereins bildender Künstler.[4]